# Сура Аш-Шамс
Сура Аш-Шамс (араб. سورة الشمس‎) або Сонце — дев'яносто перша сура Корану. Мекканська, містить 15 аятів.